# 埃斯科·卢奥斯塔里宁
埃斯科·卢奥斯塔里宁（芬蘭語：Esko Luostarinen，1935年5月8日—），芬兰男子冰球运动员。他曾代表芬兰国家队参加1960年和1964年冬季奥林匹克运动会冰球比赛，分别获得第七名和第六名。